# Macrosiphoniella cegmidi
Macrosiphoniella cegmidi är en insektsart. Macrosiphoniella cegmidi ingår i släktet Macrosiphoniella och familjen långrörsbladlöss. Inga underarter finns listade i Catalogue of Life.